# المطبعة الأميرية بمكة
المطبعة الأميرية أو مطبعة الولاية كما كانت تُسمى في بعض الأحيان، وتعتبر أول مطبعة أُنشئت في مكة المكرمة.

## تاريخ النشأة
عرفت شبه الجزيرة العربية الطباعة والمطابع في عام 1877م عندما أسست حكومة الدولة العثمانية المطبعة الرسمية في صنعاء باليمن، ثم انشأت مطبعة رسمية أخرى في مكة المكرمة عام 1300هـ/1883م.

## مؤسس المطبعة
أسس مطبعة الأميرية والي الحجاز آنذاك عثمان نوري باشا، وقد أنشأها كما قال معاصره الشيخ أحمد بن زيني دحلان: «ليطبع فيها كتب العلوم ليكثر انتشار العلم في موضع مهبط الوحي المكين».

## بدايات المطبعة
- كانت عبارة عن مكنة بدال صغيرة، وقد زودتها الحكومة التركية في عام 1302هـ بآلة طباعة متوسطة من النوع المعروف في المطابع بالفرنساوي مقاس 82 في 57 سم
- بعدها بسنوات استحضرت مكنة حجرية مقاس 50 في 70
- في عام 1302هـ أُدخل على هذه المطبعة تطوير تمثل في جلب مكينة كبيرة وأدوات كثيرة.[3]

## منشوراتها
- طباعة التقويم الرسمي لولاية الحجاز حجاز ولايتي سالنامة سي حيث صدر العدد الأول من هذه السالنامة عام 1301هـ، وقد صدر منها بعد ذلك أربعة أعداد أخرى أخرها العدد الخامس الذي نُشر في سنة 1309هـ
- طباعة الأعمال الثقافية من المؤلفات الأدبية والدينية والتراثية باللغات العربية والتركية والجاوية والملاوية والأردية
- طباعة جريدة «شمس الحقيقة» ونسختها التركية «شمس حقيقت»
- فسالنامة الحجاز أو حجاز ولايتي سالنامه سي هي أول مطبوع دوري يصدر في منطقة الحجاز، وهو التقويم الرسمي السنوي لولاية الحجاز صدرت باللغة التركية ابتداءً من العام 1301هـ/1883م وطبعت في مطبعة الولاية، واستمرت تصدر في فترات متباينة انتهت بصدور العدد الخامس عام 1309هـ/1891م ثم توقفت فيما بعد.[4]
- كتب التراث الفقهية التي تتعلق بالمناسك وأدعية الحج والعمرة

- كتاب الإيضاح في المناسك على مذهب الإمام الشافعي للإمام محيي الدين النوري وقد طبع سنة 1316هـ.
- كتاب أدعية الحج والعمرة لقطب الدين النهروالي وقد طبع سنة 1319هـ
- كتاب الملا علي القاري المسلك المتقسط في المنسك المتوسط وهو شرح على لباب المناسك للشيخ رحمة الله السندي وقد طبع سنة 1319هـ.
- علوم القرآن الكريم
- كتاب ابن القيم التبيان في أقسام القرآن
- كتاب جواهر القرآن ودرره للإمام الغزالي
- كتاب متشابه القرآن للإمام السيوطي
- في التجويد كتاب المنح الفكرية لشرح المقدمة الجزرية للملا علي القاري مع شرح لطاش كبرى زاده
- في الحديث رياض الصالحين من كلام سيد المرسلين للإمام النووي
- حاشية للإمام ملا علي القاري على الحصن الحصين للنووي اسمها الحرز الثمين للحصن الحصين
- كتاب الطب النبوي للإمام الذهبي
- كتاب الدر الغالي شرح إرشاد المتحلى من سنن النبي العالي لعثمان القونيوي
- في اللغة والبلاغة ففي النحو كتاب ابن مالك تسهيل الفوائد وتكميل المقاصد للعلامة الدماميني وذلك في سنة 1319هـ
- كتاب شرح التصريف العزي لأبي الحسن الكيلاني سنة 1302هـ
- كتاب أبي منصور الثعالبي النهاية في التعريض والكناية الذي يعتبر من اوائل ما نشرته المطبعة من كتب التراث إذ صدر سنة 1301هـ، وفي مجال الأدب نشرت ديوان ابن المقرب سنة 1307هـ.
- في التاريخ والسيرة أقدم الكتب التي نشرتها المطبعة كتاب خلاصة الوفاء بأخبار مدينة المصطفى للسمهودي.[5]

## مدراء المطبعة
تعاقب على إدارة المطبعة خلال المرحلة العثمانية عدد من المديرين:
- عبد الغني أفندي الشويكي 1301هـ- 1306هـ
- إبراهيم أدهم 1306هـ
- عباس أفندي بندقجي 1330هـ
- محمود عزيز شلهوب
- هاشم النقشبندي

ابرز من عملوا فيها 
عبد العزيز أفندي مديراً للمطبعة 
علي أفندي معاوناً للمدير
إبراهيم أدهم مديراً للمطبعة 
في عام 1309هـ أصبح عدد العاملون في المطبعة اثنين وعشرين ما بين طابع ومرتب ومصحح ومجلد 
أصبح مديرها عباس أفندي في عام 1330هـ/1912م رئيساً للمرتبين. 

## ظروف المطبعة
لم تكن المطبعة مقصورة على المطبوعات الرسمية وما في حكمها، وذلك لأنها كانت تتقاضى أجراً على طباعة لم ينته إسهام هذه المطبعة في الحياة الثقافية بانتهاء الحكم العثماني في مكة المكرمة ابان الحرب العالمية الأولى وذلك لأنها آلت إلى الحكومة الهاشمية التي اتخذتها مطبعة رسمية، وأصبحت تطبع فيها جريدة القبلة، ورغم ما أحاط بتاريخ مطبعة الولاية في بعض سنواتها من غموض؛ فإن لها دور بارز في الحياة الفكرية ببلاد الحرمين الشريفين؛ فقد ظلت المطبعة الوحيدة في هذه البلاد مدة تزيد على ربع قرن؛ فظهرت على أثرها الصحف المحلية حيث طُبع فيها ثلاث من أولى الجرائد صدوراً في هذه البلاد، كما أنها قامت بطبع عدد وافر من كتب التاريخ والمؤلفات العلمية التي كان يدرس فيها طلاب العلم في الحرمين الشريفين، ولم ينته إسهام هذه المطبعة في الحياة الثقافية بانتهاء الحكم العثماني في مكة المكرمة ابان الحرب العالمية الأولى، وذلك لأنها قد آلت إلى الحكومة الهاشمية التي اتخذتها مطبعة رسمية، وأصبحت تطبع فيها جريدة القبلة.

## وصلات خارجية
- الطباعة في المملكة العربية السعودية.
- المطابع.. تقفز بالكتاب من «النسخ اليدوي» إلى «الطباعة الرقمية».